# 林淑娘
林淑娘（1947年7月—），女，汉族，中华人民共和国政治人物，中国侨联原副主席、党组成员、顾问，中国共产党党员，第十一届全国政协委员。

## 生平
2008年，当选第十一届全国政协委员，代表中华全国归国华侨联合会，分入第二十五组。并担任提案委员会专委。